# Kobresia woodii
Kobresia woodii là loài thực vật có hoa trong họ Cói. Loài này được Noltie mô tả khoa học đầu tiên năm 1993.